# 基拉·科尔皮
基拉·科尔皮（芬蘭語：Kiira Linda Katriina Korpi，1988年9月26日—）芬兰女子花样滑冰运动员，两届欧洲花样滑冰锦标赛女子单人滑铜牌获得者（2007年、2011年）、2010年国际滑冰联盟花样滑冰大奖赛法国站女子单人滑冠军、两届芬兰全国花样滑冰锦标赛女子单人滑冠军（2009年、2011年）。

## 个人生活
科尔皮出生于芬兰第三大城市坦佩雷，她的父亲曾是芬兰国家女子冰球队主教练，1998年率队获得长野冬奥会女子冰球项目铜牌。因容貌与已故摩纳哥亲王妃格蕾丝·凯利近似，科尔皮在芬兰国内被称作“冰上公主”。她也被“普遍认为是最美丽的女子花样滑冰运动员之一”。
除了母语芬兰语以外，科尔皮还通晓瑞典语、英语、德语。她还在业余时间练习普拉提或加丹加瑜伽。

## 职业生涯

### 早期
科尔皮五岁起在姐姐的指导下开始练习滑冰，十一二岁时便掌握了后内三周跳的技巧。
科尔皮作为青少年花样滑冰运动员取得了不少成绩，其中包括两次全国青少年比赛冠军、在三项青少年大奖赛中获得奖牌，在2004年获得金牌。2005的芬兰全国花样滑冰锦标赛，她获得银牌，因此取得参加当年欧洲花样滑冰锦标赛的参赛资格，最终位列欧锦赛第13名。2005年，科尔皮还参加了世界青少年花样滑冰锦标赛，排名第十，这也是她在这项赛事中的最好成绩。
接下来的一个赛季，科尔皮继续参加国际滑联青少年大奖赛，并分别获得芬兰全国锦标赛获第三名、欧锦赛第六名，还参加了都灵冬奥会，位列第16名。尽管科尔皮当年只是全国第三名，但是芬兰滑冰联合会根据欧锦赛成绩决定冬奥会的参赛名单，选择了初出茅庐的科尔皮。

### 2006年至2009年

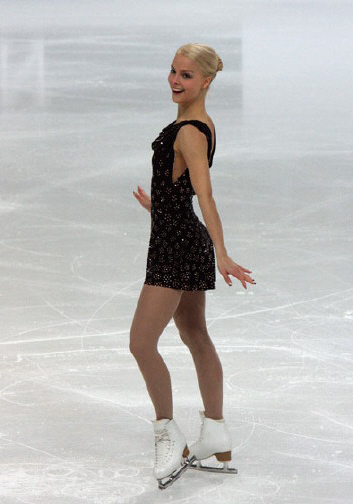
科尔皮，2009年欧锦赛

冬奥会后的2006-2007赛季，科尔皮开始参加国际滑冰联盟花样滑冰大奖赛，2007年的芬兰全国锦标赛她只取得了第四名，但在欧锦赛收获了一枚铜牌，成为芬兰女子选手获得欧锦赛奖牌的第二人。在世锦赛上科尔皮发挥不如2005-2006赛季，从第10名掉落到第14名。
2007-2008赛季初期，科尔皮受到食道感染、流感、鼻窦炎等疾病困扰，导致她缺席了大奖赛首站比赛。2008年欧锦赛科尔皮未能登上领奖台。在当年的世锦赛上，在短节目比赛后还排名第四的科尔皮，因为自由滑表现不佳，最终只位列第九。
科尔皮没有参加2008-2009赛季的国际滑冰联盟花样滑冰大奖赛。随后，她成为了芬兰全国花样滑冰锦标赛女子单人滑冠军，此前几年她曾是青少年组的冠军。她还是2009年欧锦赛第五名，并在本赛季的收官之战哈尔滨大冬会花样滑冰比赛中夺得女子单人滑项目铜牌。

### 2009-2010赛季
2009-2010赛季，科尔皮开局良好，接连登上2009年雾笛杯和芬兰杯的领奖台，大奖赛的首站比赛中国站也取得一枚银牌。但科尔皮在芬兰全国花样滑冰锦标赛中卫冕失败，败给列平斯托，获得第二。2010年欧锦赛短节目比赛接受后科尔皮排名第二，再次因自由滑相对较差的表现与奖牌失之交臂。在2010年温哥华冬奥会上科尔皮获得第十一名，一个月后的世锦赛，进一步下滑到第十九名。

### 2010-2011赛季
2010-2011赛季，科尔皮开始尝试新的舞蹈编排，聘请了新的舞蹈指导。赛季初便一举夺下2010年雾笛杯冠军，这也是她职业生涯第一次赢得该项赛事冠军。她参加了2010-2011赛季大奖赛日本站和法国站比赛，日本站取得第四名，并首次在法国站夺冠。接连不断取得好成绩也使科尔皮获得国际滑冰联盟花样滑冰大奖赛总决赛的替补资格。接下来，她又参加了芬兰全国花样滑冰锦标赛，职业生涯第二次获得全国冠军。2011年欧锦赛科尔皮争得一枚铜牌。
截至2011年四月，科尔皮在国际滑联2010-2011赛季最高得分排名第十四位。

## 比赛使用曲目

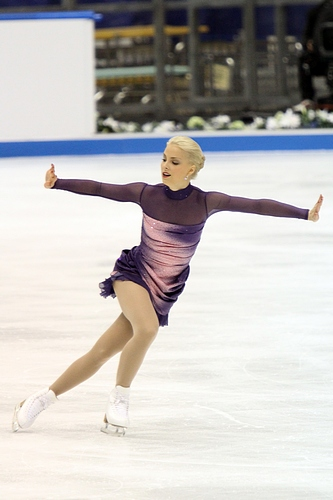
科尔皮 国际滑冰联盟花样滑冰大奖赛日本站

| 赛季      | 短节目                                         | 自由滑                                               | 表演                                                          |
| --------- | ---------------------------------------------- | ---------------------------------------------------- | ------------------------------------------------------------- |
| 2010-2011 | 飞跃彩虹 作曲：哈罗德·阿伦 舞蹈编排：          | 艾薇塔 作曲：安德鲁·劳埃德·韦伯 舞蹈编排：           | 如果我是个男孩 演唱：碧昂丝 舞蹈编排： 演唱：艾拉·费兹洁拉    |
| 2009-2010 | 大篷车 作曲：川井郁子                          | 专辑： 作曲：                                        | 如果我是个男孩 演唱：碧昂丝 舞蹈编排： 蝴蝶 专辑：出界 演唱： |
| 2008-2009 | 胜利 作曲：阿斯托尔·皮亚佐拉                   | 专辑： 作曲：                                        | 蝴蝶 专辑：出界 演唱：                                        |
| 2007-2008 | 胜利 作曲：阿斯托尔·皮亚佐拉                   | 幻想 作曲：安德鲁·劳埃德·韦伯 演奏：张永宙           | 演唱： 专辑：                                                 |
| 2006-2007 | 专辑：墨西哥往事原声带 作曲：罗伯特·罗德里格兹 | 幻想 作曲：安德鲁·劳埃德·韦伯 演奏：张永宙           | 演唱：                                                        |
| 2005-2006 | Hello 演唱：莱昂纳尔·里奇                      | 专辑：蓝调精选集 演唱：艾维斯·普里斯莱, 演唱：B·B·金 |                                                               |
| 2004-2005 | 今夜无人入睡 作曲：贾科莫·普契尼 演奏：陈美    | 专辑：蓝调精选集 演唱：艾维斯·普里斯莱, 演唱：B·B·金 | 如此平静 演唱：比约克                                         |
| 2003-2004 | 今夜无人入睡 作曲：贾科莫·普契尼 演奏：陈美    | 如此平静 演唱：比约克                                |                                                               |

## 比赛成绩

### 2006年之后

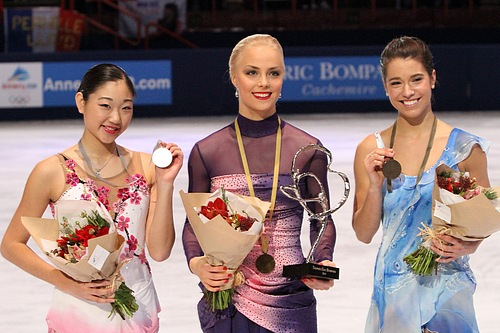
在2010年大奖赛法国站获得金牌的科尔皮与亚军、季军合影

| 赛事/赛季           | 2006-2007 | 2007-2008 | 2008-2009 | 2009-2010 | 2010-2011 |
| ------------------- | --------- | --------- | --------- | --------- | --------- |
| 冬奥会              |           |           |           | 第十一名  |           |
| 世锦赛              | 第十四名  | 第九名    |           | 第十九名  | 第九名    |
| 欧锦赛              | 第三名    | 第五名    | 第五名    | 第四名    | 第三名    |
| 芬兰全国锦标赛      | 第四名    | 第二名    | 第一名    | 第二名    | 第一名    |
| 大奖赛法国站        |           |           |           | 第八名    | 第一名    |
| 大奖赛日本站        |           |           |           |           | 第四名    |
| 大奖赛中国站        |           |           |           | 第二名    |           |
| 大奖赛俄罗斯站      | 第六名    | 第四名    |           |           |           |
| 大奖赛美国站        | 第七名    |           |           |           |           |
| 大冬会              |           |           | 第三名    |           |           |
| 芬兰杯              | 第一名    | 第五名    |           | 第三名    | 第二名    |
| 霧笛盃              |           |           |           | 第二名    | 第一名    |
| 北莱茵-威斯特法伦杯 |           |           |           | 第五名    |           |
| 萨格勒布金旋赛      |           | 第二名    |           |           |           |

### 2006年之前

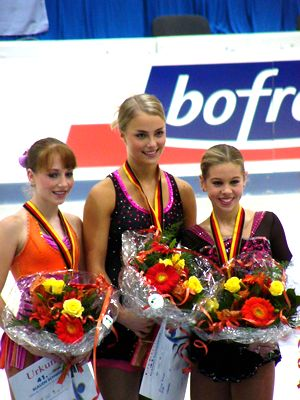
在2004年国际滑联青少年大奖赛德国站获得金牌的科尔皮与亚军、季军合影

| 赛事/赛季                        | 2002-2003 | 2003-2004 | 2004-2005 | 2005-2006 |
| -------------------------------- | --------- | --------- | --------- | --------- |
| 冬奥会                           |           |           |           | 第十六名  |
| 世锦赛                           |           |           |           | 第十名    |
| 欧锦赛                           |           |           | 第十三名  | 第六名    |
| 世界青少年锦标赛                 | 第十九名  | 第十六名  | 第十名    |           |
| 芬兰全国锦标赛                   | 第二名 J. | 第一名J.  | 第二名    | 第三名    |
| 北欧锦标赛                       |           | 第一名 J. |           |           |
| 国际滑联青少年大奖赛总决赛       |           |           |           | 第四名    |
| 国际滑联青少年大奖赛斯洛伐克站   |           |           |           | 第七名    |
| 国际滑联青少年大奖赛爱沙尼亚站   |           |           |           | 第三名    |
| 国际滑联青少年大奖赛匈牙利站     |           |           | 第六名    |           |
| 国际滑联青少年大奖赛德国站       |           |           | 第一名    |           |
| 国际滑联青少年大奖赛波兰站       |           | 第三名    |           |           |
| 国际滑联青少年大奖赛斯洛文尼亚站 |           | 第六名    |           |           |
| 萨格勒布金旋赛                   | 第五名    |           |           |           |
| 梅拉诺杯                         |           |           |           | 第一名    |

- J : 青少年组